# Rıdvan Bolatlı
Rıdvan Bolatlı (Ancara, 2 de dezembro de 1928 – 31 de março de 2022) foi um futebolista e treinador turco, que atuava como defensor.

## Carreira
Rıdvan Bolatlı fez parte do elenco da Seleção Turca de Futebol que disputou a Copa do Mundo de 1954.

## Ligações Externas
- Perfil em FIFA.com (em inglês)